# Roldanillo
Roldanillo là một khu tự quản thuộc tỉnh Valle del Cauca, Colombia. Thủ phủ của khu tự quản Roldanillo đóng tại Roldanillo Khu tự quản Roldanillo có diện tích 217 ki lô mét vuông. Đến thời điểm ngày 28 tháng 5 năm 2005, khu tự quản Roldanillo có dân số 33498 người.